# جون أ بيترز
جون أ بيترز (بالإنجليزية: John A. Peters (1864–1953))‏ (و. 1864 – 1953 م) هو سياسي، ومحام، وقاض من الولايات المتحدة الأمريكية .
وهو عضو في الحزب الجمهوري .